# Кевін О'Галлоран
Кевін О'Галлоран (англ. Kevin O'Halloran, 3 березня 1937 — 5 липня 1976) — австралійський плавець.
Олімпійський чемпіон 1956 року.